# 歷克·菲尼
歷克菲尼（英語：Nick Feely，1992年5月9日—），是澳洲足球運動員，司職守門員。生於香港，現時效力澳洲職業足球聯賽球會珀斯光輝。

## 家庭生活
歷克菲尼的母親擁有英國血統，在香港出生。父親彼得菲尼來自倫敦，在20世紀70年代同樣是個職業球員，曾經效力車路士，般尼茅夫，錫周三和基寧咸等球會，但是在傷患迫使他退役後，他成為了一名特許測量師，並且在香港工作。直到6歲整家人才移居澳洲。
2011年，歷克菲尼代表些路迪出戰在香港舉行的國際七人賽。他還在2011年U20世界盃被澳洲U20國家隊選中。

## 外部連結
- Nick Feely （页面存档备份，存于）
- Nick Feely （页面存档备份，存于）